# Турчанка
Турча́нка — річка в Україні, у Корюківському й Сновському районах Чернігівської області. Ліва притока Снови (басейн Дніпра).

## Опис
Довжина річки 39 км., похил річки — 0,99 м/км. Площа басейну 446 км².

## Притоки
- Селище, Березівка (ліві).

## Розташування
Бере початок на північному сході від Охрамієвичів. Тече переважно на південний схід через село Селище і впадає у річку Снову, праву притоку Десни. 
Населені пункти вздовж берегової смуги: Турівка, Софіївка, Чепелів, Тур'я.